# Schuhbuden (Bremen)

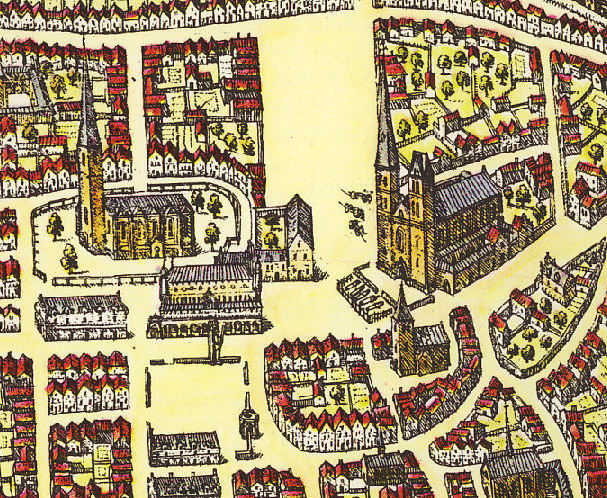
Schuhbuden-Haus am Südrand des Liebfrauenkirchhofs, aus dem Stadtplan von Frans Hogenberg (1589)

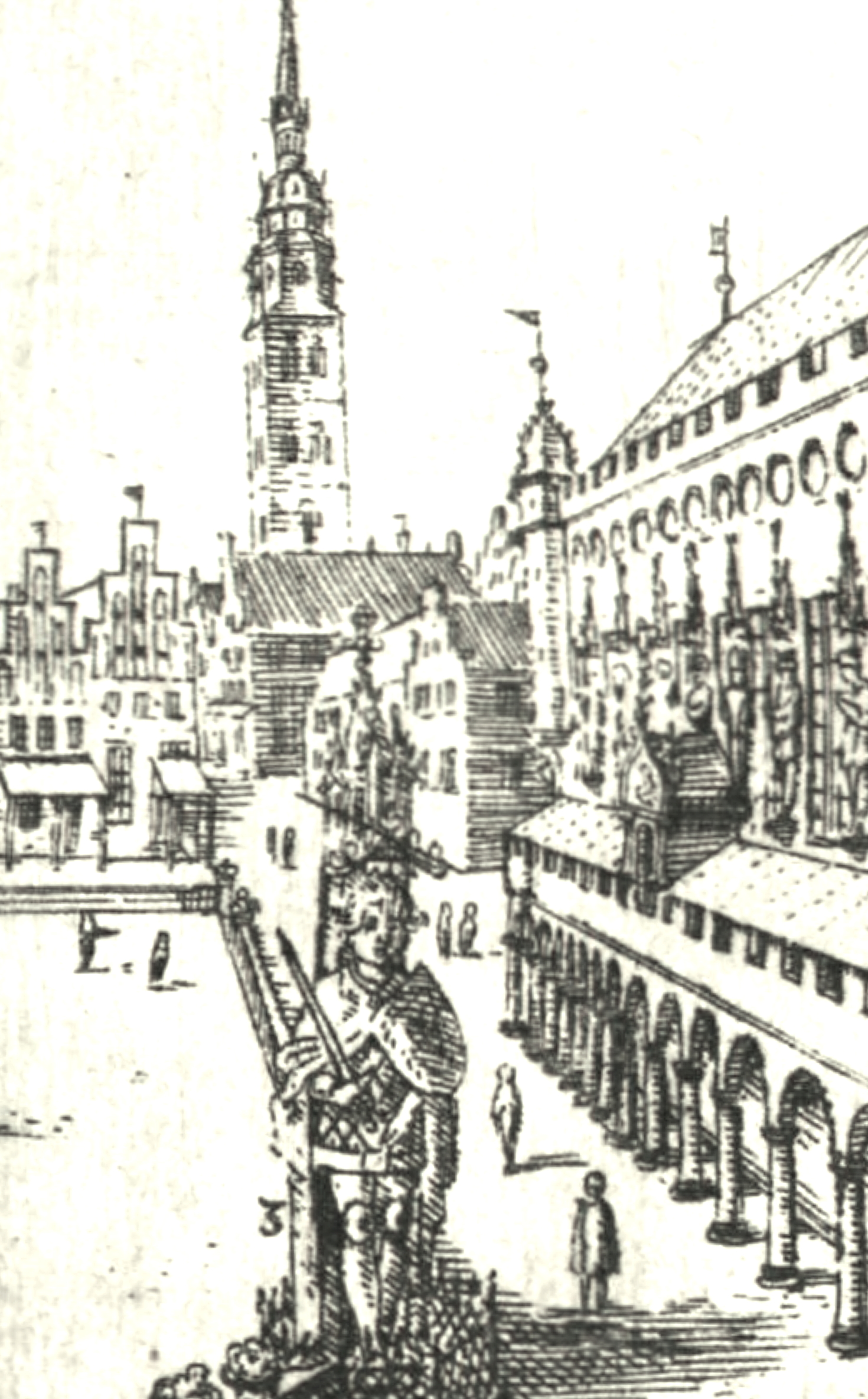
Das Schuhbuden-Haus 1603 rechts vor dem Beginn der Obernstraße, Darstellung des Marktes auf Tafel XVII der Dilich-Chronik (1603)

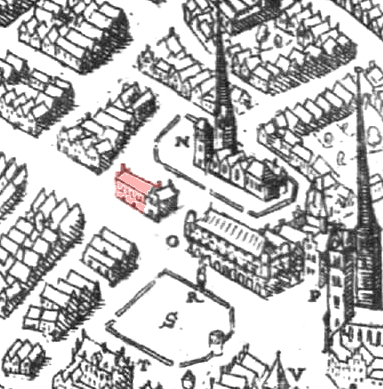
Schuhbuden-Haus am Südrand des Liebfrauenkirchhofs, auf Tafel XIII der Dilich-Chronik (1603 ff.)

Die Schuhbuden, niederdeutsch De Schoboden, waren im 15. und 16. Jahrhundert ein Gebäude an der Südseite des Kirchhofs Unser Lieben Frauen in Bremen.
Im 14. Jahrhundert befanden sich die Schusterwerkstätten hier tatsächlich noch in einer langen Reihe von Buden, die teils von der Domus theatralis aus gezählt wurden, dem an der Obern-, Ecke Sögestraße stehenden alten Rathaus, teils vom Pr(a)etorium aus, womit entweder der Bischofspalast am Domshof gemeint sein kann, oder eine halboffene Gerichtsstätte im Westen des heutigen Rathauses, oder das von Dilich in seiner Rekonstruktion für das 13. Jahrhundert eingezeichnete Gebäude auf dem Markt.
Aber schon in einem Reparaturauftrag des Bürgermeisters und der Ratsmannen an den Maurer Everd aus dem Jahr 1426 werden de schoboden als eines von vier Häusern erwähnt, neben dem neuen und dem alten Rathaus, sowie dem Knochenhaus. Während normale Zunfthäuser Eigentum der Zunft waren, gehörte das Haus Die Schuhbuden der Stadt, und die Schuhmacher waren Mieter ihrer Werkstätten. Das zweistöckige, unterkellerte Gebäude war wohl gut 25 Meter lang und hatte ein Satteldach mit Stufengiebeln. Ob sich darin auch die in der Geschichte der Bremer Schuhmacherzunft erwähnte Herberge für Gesellen befand, ist ungewiss. An das Ostende wurde noch das Privathaus eines Patriziers gebaut. Dessen Dachfirst stand quer zu demjenigen des auch „Schuhhof“ genannten Gebäudes und endete ebenfalls in Stufengiebeln.
Waren die Zünfte seit dem 13. Jahrhundert wichtige Kräfte des städtischen Gemeinwesens gewesen, so nahm ihr  Einfluss in Bremen schon im 16. Jahrhundert ab. Anfang des 17. Jahrhunderts wurde vom Senat gegen den Widerstand der Zunft erstmals ein Freimeister zugelassen, der Schuhe herstellen durfte, ohne der Zunft anzugehören. Die Freimeister führten neue Techniken und Schuhmodelle ein und beschäftigten nicht selten eine große Anzahl von Arbeitern.
In diesen Rahmen fällt auch der Abriss des Schuhbuden-Gebäudes im Jahr 1614, um der neu zu errichtenden Börse Platz zu machen. Zunächst wurde ein Weinkeller angelegt. Der Bau des eigentlichen Börsengebäudes verzögerte sich durch die kriegerischen Zeiten (Dreißigjähriger Krieg, sowie Erster und Zweiter Bremisch-Schwedischer Krieg) bis 1682.